# سالازار ۲۹۱۸
سیارک ۲۹۱۸ (به انگلیسی: 2918 Salazar، نامگذاری:1980TU4) دو هزار و نهصد و هجدهمین سیارک کشف شده‌است که در ۹ اکتبر ۱۹۸۰ کشف شد.
قدر مطلق سیارک برابر ۱۱٫۹۰ است.